# Nachtheksen
Nachtheksen (Duits: Die Nachthexen, Russisch: Ночные Ведьмы, Notsjnije Vedmij) was een Duitse bijnaam voor het 588e nachtbommenwerpersregiment Taman, een eenheid van de luchtmacht van de Sovjet-Unie tijdens de Tweede Wereldoorlog. De eenheid bestond volledig uit vrouwen, van de piloten tot en met de technici. In totaal kwamen dertig nachtheksen om in de oorlog.
Ze vlogen met de Polikarpov Po-2, een dubbeldekker die volledig uit hout bestond. Omdat dit vliegtuig relatief langzaam en zeer goed manoeuvreerbaar/wendbaar was, hadden Duitse piloten veel moeite met het uitschakelen ervan.
De bijnaam van het luchtvaartregiment is mede te danken aan de strategie die de piloten gebruikten. Omdat de vliegtuigen relatief licht waren, vlogen ze in glijvlucht naar hun doel om daar hun bommen los te laten. Doordat de motor stationair draaide, kon alleen de wind hun aanwezigheid verraden. Dit geluid deed de Duitse militairen denken aan een bezem, vandaar de naam nachtheksen.

## Commandanten

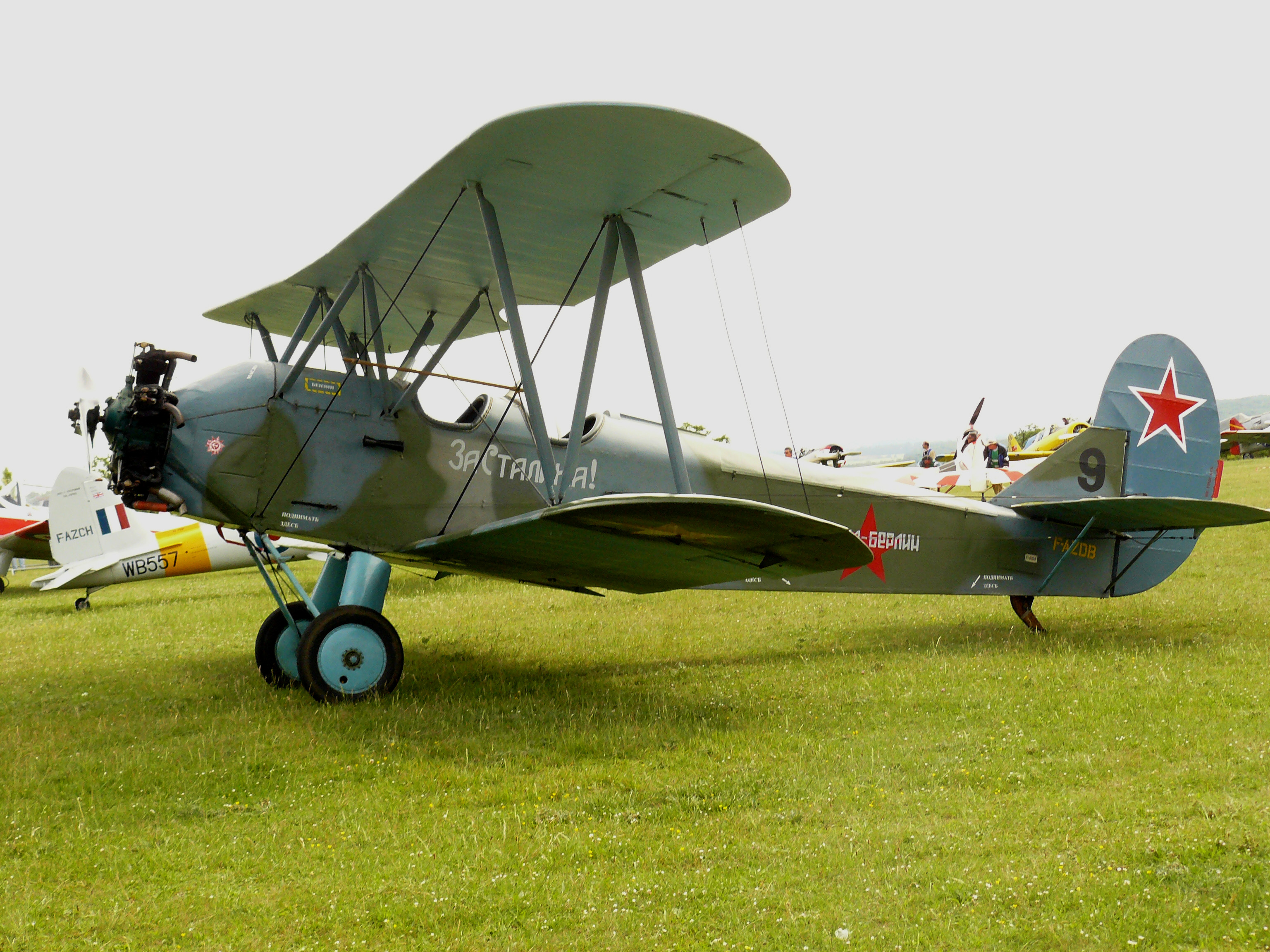
Een Polikarpov Po-2 gelijkend op de vliegtuigen van de nachtheksen

- Yevdokia Bershanskaya — regimentscommandant
- Yevgeniya Zhigulenko, held van de Sovjet-Unie — vluchtcommandant
- Tatyana Makarova, held van de Sovjet-Unie — vluchtcommandant
- Nina Ulyanenko, held van de Sovjet-Unie — navigator